# Port lotniczy Sam Ratulangi
Port lotniczy Sam Ratulangi – port lotniczy położony 13 km na południe od Manado, w Indonezji.

## Linie lotnicze i połączenia

### Krajowe
- Batavia Air (Dżakarta, Balikpapan)
- Garuda Indonesia (Balikpapan, Makassar, Dżakarta)
- Lion Air (Dżakarta, Makassar)
  - Wings Air (Makassar, Ternate, Sangir (Naha), Sorong)
- Merpati Nusantara Airlines (Surabaja, Makassar, Sorong, Ternate, Sangir (Naha), Jayapura)
- Sriwijaya Air (Gorontalo)

### Międzynarodowe
- Singapore Airlines
  - SilkAir (Singapur)
- Wings Air (Davao)